# Похой
Похой (на английски: Pohoy) е малко племе през 17 век в района на залива Тампа във Флорида, САЩ. Тяхната оригинална територия се простира южно от залива на Тампа (Тампа Бей), около устието на река Литъл Маната, до залива на Сарасота на юг. Похой или част от тях се появяват за първи път в историята под името узита, чието главно село е посетено от Ернандо де Сото през 1539 г. Това е и единственото споменаване на узита. От 1612 г. испанците започват да наричат хората, живеещи в същия район, похой. Поради ранното им изчезване не е известно какъв е езикът им.

## Ранните обитатели на Тампа Бей
В началото на 16 век в района на залива Тампа живеят няколко групи от местното население, всяка от по няколкостотин души, които са главно ловци събирачи. Всяка група е организирана в малки племена с едно централно село и едно или повече по-малки села около него. Пръв се среща с тези хора Панфило де Нарваес през 1528 г., но той не дава почти никаква информация за тях. Повечето, което е известно, идва главно от експедицията на Ернандо де Сото през 1539 г.

### Експедицията на де Сото
През 1539 г. де Сото акостира на юг от Тампа Бей и поема по суша на север към страната на апалачите. Първото село, на което се натъква експедицията, е главното село на узита, южно от залива. Де Сото споменава, че тези индианци живеят в села от дървени къщи покрити с палмови листа. Повечето от къщите са доста големи и побират много хора. Къщата на главния вожд е доста по-голяма от останалите и е построена на изкуствена могила. След като напущат узита, испанците посещават мокосо, които живеят от Литъл Маната до Хилсбъро Бей. След де Сото името на мокосо се споменава само два пъти, като през 17 век има село със същото име сред асуера-тимукоа. След мокосо испанците посещават токобага, които живеят северно от Тампа Бей. Като продължава на север, експедицията навлиза в земите на гуазоко, разположени в областта на днешния Дейд Сити Тук за първи път испанците виждат култивиране на царевица във Флорида. На юг от тях племената не се занимават със земеделие. След гуазоко експедицията на де Сото посещава последователно селата на луса, висела и токасте, които живеят в басейна на река Ойтлакучи. Това са и единствените сведения, които оставя де Сото за тези племена. Впоследствие повечето от тях са унищожени от болести и войни. Малкото, които оцеляват, са събрани от испанците в няколко мисии, където се смесват с други групи и губят своята идентичност. След изоставянето на мисиите, тези които оцелели или се оттеглят с испанците в Куба, или са абсорбирани от микосуките и семинолите. Похой се споменават за последно през 1726 г., когато се съобщава, че 20 техни семейства живеят в една мисия южно от Сан Августин.